# Idelma Carlo
Idelma Carlo (Gálvez, provincia de Santa Fe, Argentina; 1932) es una poetisa y actriz de cine, radio y teatro.

## Carrera profesional
A los 14 años, ya viviendo en Buenos Aires comenzó a etudiar en el Conservatorio Nacional de Música y Arte escénico. En los años siguientes trabajó en radioteatros escritos por Nené Cascallar y Alberto Migré entre otros autores, e integró el elenco de Las dos carátulas. También lo hizo en el teatro en Las brujas de Salem, de Arthur Miller, Lo que no fue, de Noël Coward y Proceso de Jesús de Diego Fabbri, entre otras piezas.
Contratada por la Comedia Nacional, actuó en cuatro temporadas en el Teatro Nacional Cervantes en clásicos como La casa de Bernarda Alba que protagonizaba Margarita Xirgu.
En televisión trabajó en Canal 7 en los ciclos Cuentos de Fray Mocho, Así se llega a los astros y La comedia de los sábados.
Su debut en cine fue en Fin de fiesta (1959) dirigida por Leopoldo Torre Nilsson. Estuvo en España durante dos años continuando su trabajo de actriz y allí intervino en el filme El señor de La Salle (1964) dirigido por Luis César Amadori.
A su regreso en Argentina presentó en teatro unipersonales con textos de Chéjov, Figueiredo e Ibsen, y trabajó bajo la dirección de Rodolfo Graziano, Marcelo Lavalle, Andrés Mejuto, Luis Mottura y Pastor Serrador. En cine trabajó en  Salvar la cara (1969) dirigida por Rossano Brazzi, La malavida (1973), con la dirección de Hugo Fregonese y  Proceso a la infamia (1974), de Alejandro Doria.
De su trabajo en televisión se recuerda su participación en la telenovela Un día 32 en San Telmo  emitida en 1980 por Canal 9y protagonizada por Gabriela Gili y Miguel Ángel Solá.
Idelma Carlo ha publicado varios libros de poesía, entre ellos Espigas en sus brazos,  3 Monólogos y 30 poemas, Opus: I (poemas) y  Poemas y Teatro.

## Filmografía
Actriz
- Proceso a la infamia (1974) …Condesa Alexia
- La malavida (1973) …Natasha
- Allá en el Norte (1972)
- Salvar la cara (1969) …Laura
- El gran robo (1968)
- El señor de La Salle (1964)
- Fin de fiesta (1959) …Institutriz